# Vavrisó
Vavrisó (szlovákul: Vavrišovo) község Szlovákiában, a Zsolnai kerület Liptószentmiklósi járásában.

## Fekvése
Liptószentmiklóstól 12 km-re keletre található.

## Nevének eredete
Neve a szláv Vavrin (= Lőrinc) személynévből ered. A falu első birtokosáról kapta a nevét. A 20. század elején nevét „Liptólőrinci”-re magyarosították.

## Története
A település nevét első birtokosáról: Szerafin apjáról, az 1230-ban szereplő Hank fia Lőrincről (Vavrinc) kapta. 1286-ban Szerafin fia Miklós birtokaként említi először oklevél. 1346-ban „Waurisow” néven írják, ekkor a Pottornyai család birtoka. 1360-ban „Vavrysou”, 1381-ben „Wauriso”, 1511-ben „Wawrissow” alakban szerepel a korabeli forrásokban. A falu sokat szenvedett a 17. és 18. századi harcok idején, 1709-ben a határában zajlott svihrovai kuruc-labanc ütközetben teljesen elpusztult. Újjáépítése után lakosai főként kőművességgel foglalkoztak. A 18. században a Pottornyai és Szentiványi családok birtoka. 1715-ben 36, 1720-ban 24 adózója volt. 1784-ben 60 házában 464 lakos élt.
A 18. század végén Vályi András így ír róla: „VAVRICSÓ. Tót falu Liptó Várm. földes Urai több Urak, fekszik Sz. Ivánhoz közel, és annak filiája; határjának egy része sovány, legelője elég, földgyének 2/3 része termékeny, fája mind a’ két féle van.”
1828-ban 66 háza és 629 lakosa volt. Lakói mezőgazdasággal, kézművességgel, kőfaragással foglalkoztak. A 19. század második felétől sokan dolgoztak budapesti építkezéséken.
Fényes Elek 1851-ben kiadott geográfiai szótárában így ír a faluról: „Vavrisov, Liptó m. tót falu, 4 kath., 625 evang. lak. F. u. Potornyay. Ut. p. Okolicsna.”
A trianoni diktátumig Liptó vármegye Liptóújvári járásához tartozott.
A háború után lakói mezőgazdasággal foglalkoztak és építőmunkásként dolgoztak, de sokan foglalkoztak szövéssel és fafeldolgozással is.

## Népessége
| Év:            | 1994. | 2004.    | 2014.    | 2024.   |
| -------------- | ----- | -------- | -------- | ------- |
| Emberek száma: | 515   | 598      | 672      | 689     |
| Eltérés:       |       | +16,11 % | +12,37 % | +2,52 % |

| Év:            | 2023. | 2024.   |
| -------------- | ----- | ------- |
| Emberek száma: | 688   | 689     |
| Eltérés:       |       | +0,14 % |

1910-ben 842, túlnyomórészt szlovák lakosa volt.
2011-ben 655 lakosából 543 szlovák.

## Nevezetességei
- Evangélikus temploma 1881 és 1884 között épült neoromán stílusban, tornyát 1928-ban építették hozzá.
- Baptista temploma 1888-ban épült klasszicista stílusban.

## Külső hivatkozások
- Hivatalos oldal
- E-obce.sk Archiválva 2009. december 14-i dátummal a Wayback Machine-ben
- Községinfó
- Vavrisó Szlovákia térképén